# Джойс, Уильям
Уильям Брук Джойс (англ. William Joyce; 24 апреля 1906, Бруклин, Нью-Йорк — 3 января 1946, Лондон) — нацистский пропагандист, ведущий англоязычных передач германского радио, прозванный в Британии Лордом Хо-Хо (англ. Lord Haw-haw) за аффектированное британское произношение, свойственное высшим классам в Англии.

## Биография
Родился в семье католика-ирландца и англичанки-протестантки. Вскоре семья переехала в Англию. Окончил Лондонский университет.
Джойс был ярым сторонником юнионизма (нахождения Ирландии в составе Великобритании) и ещё в детстве был информатором британцев о деятельности ИРА.
В 1923 году вступил в небольшую антикоммунистическую группу. В 1924 году на заседании Консервативной партии был атакован неизвестными, разрезавшими ему щёку. В 1932 году вступил в Британский союз фашистов (British Union of Fascists) под предводительством О. Мосли. Занимался вопросами пропаганды.
В 1937 году после провала своей кандидатуры на выборах в Совет Лондонского графства разошёлся с Мосли, был исключён из БСФ и вместе с депутатом парламента Джоном Беккетом основал Национал-социалистическую лигу (National Socialist League), которая проповедовала антиеврейские и антикапиталистические идеи, выступая также за военный союз Великобритании с Германией против СССР. При этом БСФ отказался от антисемистских идей и выступал за военный нейтралитет Великобритании при тесных экономических связях с Германией. Тем не менее НСЛ так и осталась маргинальной группой и к моменту ликвидации в августе 1939 года насчитывала всего около 40 членов.

### Сотрудничество с нацистами
25 августа 1939 года, будучи предупреждённым о возможном аресте, в связи с введением положения 18Б директивы об обороне, предусматривавшей задержание и интернирование на неопредлённый срок всех неблагонадёжных и активистов пронацистских движений, Джойс вместе с женой Маргаретт бежал в Германию.
В 1940 году принял германское гражданство (до этого был гражданином США), стал ведущим англоязычной передачи на немецком радио «Говорит Германия» (Germany Calling), пробный эфир которой состоялся 6 сентября 1939 года. А уже с 18 сентября того же года передача стала выходить по шесть дней в неделю. За его саркастические шутки, эфиры Джойса пользоваласись определённой популярностью среди британцев, хотя их содержание и не вызывало у них доверия. На пике влияния летом 1940 года, передача имела 6 млн. постоянных и около 18-20 млн случайных слушателей.
Первоначально студия, из которой вещал Джойс, располагалась в Доме Радио в Берлине, однако с середины 1943 года в связи с началом массированных авиационных налётов союзников на Берлин студия была перенесена в Люксембург, а в сентябре 1944 года в Апен, где и располагалась до захвата её британскими войсками 1 мая 1945 года. Последний эфир передачи состоялся 30 апреля 1945 года, в нем Джойс явно находившийся в состоянии сильного алкогольного опьянения в ходе своей десятиминутной речи выражал восхищение «германским духом» и защитниками Берлина, упрекал Великобританию в развязывании «ненависти к Германии» и в сговоре с Советским Союзом, закончив своё выступление нацистским приветствием «Хайль Гитлер!».
В 1940 году написал книгу «Сумерки над Англией», в которой подверг острой критике капиталистическое государственное устройство Великобритании и британские правящие круги, обвинив их в «сговоре с евреями». Книга активно печаталась и распространялась среди населения Министерством пропаганды нацистской Германии вплоть до конца Второй мировой войны. Помимо работы в передаче «Говорит Германия» зимой 1941/1942 годов читал курс лекций при Берлинском университете на тему «Британский фашизм и острые вопросы, касающиеся Британской мировой империи», а также писал сценарии для нескольких пропагандистских радиостанций, которые якобы имели «подпольный» характер и «вещали с территории Великобритании». С 1944 года был привлечён для разработки пропагандистских листовок, распространяемых в лагерях с британскими военнопленными для вербовки их в Британский добровольческий корпус CC. Джойс был также награждён крестом «За военные заслуги» обеих степеней.

## Арест, суд и казнь
Джойс был задержан британским патрулём во Фленсбурге, недалеко от границы с Данией 28 мая 1945 года, при обычной проверке документов. При этом один из солдат Джеффри Перри ранил его в бедро, так как Джойс слишком резко попытался достать из кармана поддельный паспорт, в результате чего Перри решил, что Джойс пытается вытащить оружие и открыл по нему упреждающий огонь.  После оказания помощи он был доставлен на ближайший контрольно-пропускной пункт и передан представителям британской военной полиции, которые на первых же допросах опознали по голосу «лорда Хо-Хо» и вскоре экстрадировали его в Лондон.
По прибытии Джойс был заключён в Олд-Бейли и вскоре ему были предъявлены 3 обвинения, среди которых государственная измена, добровольное сотрудничество с врагом и принятие гражданства вражеского государства. Джойс не признал своей вины ни по одному из пунктов обвинения. Кроме того на суде защита «Лорда Хо-Хо» и он сам утверждали, что Джойс никогда не был поданным Великобритании, а значит не мог быть осуждён за государственную измену и сотрудничество с врагом.
Несмотря на все аргументы защиты и самого обвиняемого в решении от 19 сентября 1945 года Центральный уголовный суд Англии установил свою юрисдикцию в отношении его преступлений и приговорил его к смертной казни. Суд указал, что Джойс добровольно приобрёл обязательства верности перед Короной, и подчеркнул, что измена может преследоваться, даже будучи совершённой за границей. Апелляционный суд 1 ноября того же года подтвердил приговор. Палата лордов четырьмя голосами за и одним против утвердила приговор 13 декабря 1945 года. Утром 3 января 1946 года Джойс был повешен британскими властями за измену в лондонской тюрьме Уандсворт. Казнь провёл знаменитый британский палач Альберт Пирпойнт.

## Личная жизнь
Уильям Джойс был дважды женат. Первая жена — Хейзел Барр, брак с которой продлился с 1927 по 1937 год, у супругов было две дочери — Диана и Хезер Джойс (в замужестве Ландоло) (30.7.1928 — 8.7.2022). Вторая жена — Маргарет Кэрнс Уайт (1911 — 1972), также известная как «леди Хо-Хо», на ней Джойс женился в 1937 году. Несмотря на то, что Маргарет поддерживала взгляды мужа и активно участвовала в его продвижении по карьерной лестнице в Третьем Рейхе через свои знакомства, никакой ответственности она не понесла, умерла в Лондоне 11 ноября 1972 года. Дочь Джойса, Хезер, позже выпустила книгу о своём отце, а также неоднократно рассказывала о нём в интервью.